# Greenville (Texas)
Greenville is een plaats (city) in de Amerikaanse staat Texas, en valt bestuurlijk gezien onder Hunt County.

## Demografie
Bij de volkstelling in 2000 werd het aantal inwoners vastgesteld op 23.960.
In 2006 is het aantal inwoners door het United States Census Bureau geschat op 25.883, een stijging van 1923 (8.0%).

## Geografie
Volgens het United States Census Bureau beslaat de plaats een oppervlakte van
89,9 km², waarvan 87,8 km² land en 2,1 km² water.

## Plaatsen in de nabije omgeving
De onderstaande figuur toont nabijgelegen plaatsen in een straal van 20 km rond Greenville.

## Geboren in Greenville
- Ed Ablowich (1913-1998), atleet